# Poupée de cire, poupée de son
Poupée de cire, poupée de son (укр. Воскова лялька, набита тирсою) — переможна пісня конкурсу Євробачення-1965, виконана французькою співачкою Франс Галль, що представляла Люксембург.
Автор слів і музики — Серж Генсбур.
«Poupée de cire, poupée de son» — перша на Євробаченні переможна пісня, яка не була баладою. Пісня була учасником конкурсу Congratulations: 50 Years Of The Eurovision Song Contest та боролася за звання найкращої пісні за всю історію Євробачення, але посіла останнє, 14-е місце.

## На Євробаченні

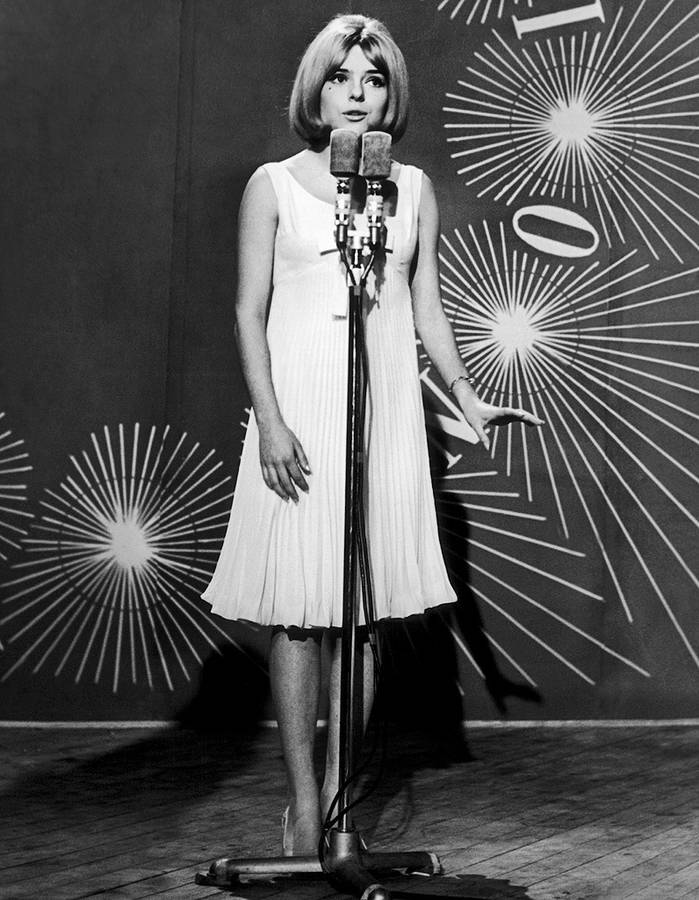
Франс Галль на Євробаченні 1965

Poupée de cire, poupée de son не була баладою та стала першою піснею в жанрі йе-йе, яка перемогла на Євробаченні. Сміливий, живий стиль Генсбура, який був в новинку для європейського глядача, можливо, і є однією з причин, по якій Люксембург здобув перемогу на конкурсі.

### Бали, отримані Люксембургом
|            | Нідерланди | Велика Британія | Іспанія | Ірландія | Німеччина | Австрія | Норвегія | Бельгія | Монако | Швеція | Франція | Португалія | Італія | Данія | Фінляндія | Югославія | Швейцарія | Усього |
| Люксембург | 5          | —               | 1       | 3        | 5         | 5       | 3        | —       | —      | 1      | —       | —          | —      | 1     | 5         | —         | 3         | 32     |

## Система голосування
Система голосування була наступна: кожна країна вибирала трійку лідерів. Найкраща, на їх думку, пісня отримувала 5 балів, друга — 3 бали, а третя — 1 бал. Люксембург лідирував протягом усього голосування, отримавши найвищий бал від Нідерландів, Німеччини, Австрії та Фінляндії. Франція не поставила пісні жодного балу, хоча і виконавиця, і композитор були популярні в країні ще до Євробачення.
Люксембург здобув перемогу та випередив Велику Британію, незважаючи на те, що Бельгія як виняток поставила британській співачці шість балів замість п'яти.

### Вплив на Євробачення
«Poupée de cire, poupée de son» є однією з найбільш значущих пісень Євробачення. Перемога цієї пісні довела, що швидка, енергійна композиція, виконана молодим співаком, може мати такий самий успіх на конкурсі, як і балада, традиційна для тих років.
Вплив пісні «Poupée de cire, poupée de son» на Євробачення очевидно: починаючи з середини 1960-х, більшість пісень виконувалося в сучасному поп-стилі. За кілька років до початку конкурсу світ популярної музики серйозно змінився. Вершини чартів штурмували такі британські рок-групи, як The Beatles і The Rolling Stones, пісні яких за популярністю значно обходили любовні балади, традиційні для Євробачення. Конкурс перебував під загрозою втрати своєї популярності, проте пісня, яка здобула перемогу в Неаполі, серйозно вплинула на долю Євробачення та повернула конкурсу одне з домінуючих положень в європейській поп-музиці.
Також популярною виявилася і тема пісні. На Євробаченні-1967 перемогла ще одна пісня з «ляльковою» тематикою. Того року тріумфальну перемогу здобула британка Сенді Шоу з піснею «Puppet on a String» (укр. Маріонетка). Тоді співачка обійшла найближчого конкурента на 25 балів (відрив склав 53%, що стало до того часу рекордом).
Також Конкурс пісні Євробачення-1965 був першим випадком участі пісні в стилі йе-йе. Цей стиль модної молодіжної пісні, близький до ритм-енд-блюзу, рок-н-ролу та джазу, зародився у Франції. Виконавцями цього жанру були переважно юні дівчата, що володіють красивою, привабливою зовнішністю. Після 1965 на Євробаченні продовжили брати участь пісні в стилі йе-йе, зокрема перемогу на конкурсі 1968 здобула іспанська співачка Массіель з піснею «La, la, la…».

## Успіх пісні
Пісня стала настільки успішною, що Франс Галль записала німецьку, італійську та навіть японську версію пісні:
- Німецька версія: Das war eine schöne Party (укр. Це була прекрасна вечірка).
- Італійська версія: Io Sì, Tu No (укр. Я — так, ти — нi).
- Японська версія: 夢みる シャンソン 人形 Yume Miru Shanson Ningyō (укр. Лялька, що мріє та співає).

Версії на інших мовах були записані іншими виконавцями:
- Англійська версія: Twinkle «A Lonely Singing Doll» (укр. Співоча самотня лялька).
- Угорська версія: Toldy Mária «Viaszbaba» (укр. Воскова лялька).
- В'єтнамська версія: Ngoc Lan «Búp Bê Không Tình Yêu» (укр. Лялька без любові).
- Данська версія: Gitte Hænning «Lille Dukke» (укр. Маленька лялька).
- Версія на івриті: Yarkon Bridge Trio «אל תכעסי זה לא אסון» (укр. Не злися, це не катастрофа).
- Іспанська версія: Karina «Muñeca de Cera» (укр. Воскова лялька).
- Корейська версія: «노래 하는 밀랍 인형» (укр. Співоча воскова лялька).
- Нідерландські версії: Marijke Merckens «De modepop» (укр. Модна лялька) і Spinvis «Was» (рос. Віск).
- Португальська версія: Karina «Boneca de Cera, Boneca de Som» (укр. Лялька воскова, лялька звукова).
- Російська версія: Муслім Магомаєв «Лялька воскова», ВІА «Блакитні гітари» — «Лялька воскова».
- Фінська версія: Ritva Palukka «Vahanukke, Laulava Nukke» (укр. Співоча воскова лялька).
- Шведська версія: Gitte Hænning і Anne-Lie Rydé «Det Kan Väl Inte Jag Rå För» (укр. Я дійсно не можу з собою нічого вдіяти).
- Естонська версія: Tiiu Varik «Vahanukk» (укр. Воскова лялька).

Кавер-версії пісні були записані німецької futurepop групою Welle: Erdball, рок-групою Wizo, радянським ВІА «Блакитні гітари», а також Муслімом Магомаєвим. Радянським співаком пісня була виконана російською мовою під назвою «Воскова лялька». Також цю пісню на своїх концертах часто виконує вокалістка групи Arcade Fire Реджин Шассан.
У 2012 симфо-метал група Therion випустила альбом Les Fleurs du Mal, де першою піснею став метал-кавер пісні «Poupée de cire, poupée de son», також на неї був знятий кліп.
Після перемоги на Євробаченні популярність Франс Галль зросла. Уолт Дісней запропонував їй зіграти головну роль у музичному фільмі «Аліса в Країні Чудес», але смерть великого мультиплікатора завадила йому завершити картину.

## Позиції в чартах
| Чарт                          | Місце |
| ----------------------------- | ----- |
| Argentinian Singles Chart     | 3     |
| Austrian Singles Chart        | 10    |
| Flemish Belgium Singles Chart | 3     |
| West-Germany Singles Chart    | 2     |
| French-Canada Singles Chart   | 1     |
| Luxembourg Singles Chart      | 2     |
| Dutch Singles Chart           | 6     |
| Norway Singles Chart          | 1     |
| Singapore Singles Chart       | 7     |
| Finnish Singles Chart         | 5     |
| French Singles Chart          | 1     |
| Japanese Singles Chart        | 6     |

Після Євробачення-1965 пісня почала штурмувати вершини європейських чартів. У Франції наступного дня після конкурсу було продано 16 000 копій синглу, а пісня одразу ж посіла перше місце в чарті. Через місяць кількість проданих синглів досягло 500,000 копій. Пісня також лідирувала в чартах Норвегії та Канади. Пісня не потрапила в чарти Великої Британії та Ірландії. Найімовірніше, це було пов'язано з тим, що Франс Галль не стала записувати англомовну версію пісні.

## Список композицій
Міньйон «Poupée de cire, poupée de son» вийшов у березні 1965 року. У верхньому правому куті обкладинки мініальбому був розміщений логотип Євробачення-1965, що призвело до суперечок стосовно порушення авторських прав, тому в другій редакції синглу замість логотипу був розміщений текст «1er Grand prix Eurovision 1965» (укр. Гран-Прі Євробачення-1965). Крім пісні «Poupée de cire, poup ée de son» на міні-альбомі були ще три пісні, в тому числі «Le coeur qui jazze», автором слів до якої був Роберт Галль — батько Франс Галль. Також ця пісня потрапила на бік «Б» синглу «Poupée de cire, poupée de son», який вийшов пізніше.
| Poupée de cire, poupée de son (EP) | Poupée de cire, poupée de son (EP) | Poupée de cire, poupée de son (EP) | Poupée de cire, poupée de son (EP) | Poupée de cire, poupée de son (EP) |
| #                                  | Назва                              | Автор слів                         | Автор музики                       | Тривалість                         |
| ---------------------------------- | ---------------------------------- | ---------------------------------- | ---------------------------------- | ---------------------------------- |
| 1.                                 | «Poupée de cire, poupée de son»    | Серж Генсбур                       | Серж Генсбур                       | 2:32                               |
| 2.                                 | «Un prince charmant»               | M. Vidalin                         | J. Datin                           | 2:29                               |
| 3.                                 | «Dis a ton capitaine»              | M. Tézé                            | G. Magenta                         | 2:06                               |
| 4.                                 | «Le coeur qui jazze»               | R. Gall                            | A. Goraguer                        | 2:47                               |
| 9:54                               |                                    |                                    |                                    |                                    |

| Poupée de cire, poupée de son (LP) | Poupée de cire, poupée de son (LP) | Poupée de cire, poupée de son (LP) | Poupée de cire, poupée de son (LP) | Poupée de cire, poupée de son (LP) |
| #                                  | Назва                              | Автор слів                         | Автор музики                       | Тривалість                         |
| ---------------------------------- | ---------------------------------- | ---------------------------------- | ---------------------------------- | ---------------------------------- |
| 1.                                 | «Poupée de cire, poupée de son»    | Серж Генсбур                       | Серж Генсбур                       | 2:32                               |
| 2.                                 | «Le coeur qui jazze»               | R. Gall                            | A. Goraguer                        | 2:47                               |
| 5: 19                              |                                    |                                    |                                    |                                    |